# 최연혜
최연혜(崔然惠, 1956년 4월 2일 ~ )는 대한민국의 정치인 겸 기업인이다. 한국철도공사(코레일) 사장을 역임하였고, 비례대표로 제20대 국회의원이 되었다.

## 학력
- 1974년: 대전여자고등학교 졸업
- 1979년: 서울대학교 독어독문학과 학사
- 1982년: 서울대학교 대학원 독문학과 문학석사
- 1989년: 독일 만하임 대학교 대학원 경영학과 경영학 석사
- 1994년: 독일 만하임대 경영학 박사

## 업적
2013년 12월 수서발 KTX 자회사에 반대하는 노조 파업에 강경 대응하여 수서발 KTX 자회사 찬성을 주장하면서 노조에 정면 대응했다. 단기적인 성과에 집중하여 코레일 사장 임기 2년간 흑자경영을 달성하였다. 하지만 이 흑자는 성과를 내기 위해서 자회사였던 공항철도를 매각하여 달성한 성과이다.
그리고 철도대학(현 한국교통대) 총장 시절 철도민영화를 반대하는 칼럼을 썼으나, 철도공사 사장으로 재직하며 불과 1년만에 자신의 의견을 바꾸어 수서발 KTX 자회사를 추진했고, 그 후 새누리당 비례대표 5번에 이름을 올려 같은 당 최고위원이 되었다.

## 약력
- 1997년 ~ 2004년: 한국철도대학 운수경영학과 교수
- 1999년: 철도청 업무평가 위원장
- 2001년: 건설교통부 철도산업구조개혁추진위원회 위원
- 2003년: 철도청 철도운임·요금정책심의 위원장
- 2004년: 철도청 차장
- 2005년 ~ 2007년: 한국철도공사 초대 부사장
- 2007년 ~ 2011년: 한국철도대학 총장
- 2009년 ~ 2011년: 세계철도대부사장학교 협의회 회장
- 2012년: 대전서구을 새누리당 국회의원 후보
- 2013년: 한국교통대학교 교통대학원 교수
- 2013년: 한독경상학회 부회장·이사
- 2013년 ~ 2016년: 한국철도공사 사장(한국철도협회 회장 겸임)
- 2016년 5월: 새누리당 원내부대표
- 2016.05 ~ 2020.05: 제20대 국회의원(비례대표, 새누리당→자유한국당)
  - 2016.06 ~ 2017.07: 제20대 국회 전반기 산업통상자원위원회 위원
  - 2017.07 ~ 2018.05: 제20대 국회 전반기 산업통상자원중소벤처기업위원회 위원
  - 2018.07 ~ 2020.05 : 제20대 국회 후반기 과학기술정보방송통신위원회 위원
  - 2018.10 ~ 2019.06: 제20대 국회 후반기 에너지특별위원회 위원
  - 2019.08 ~ 2020.05: 제20대 국회 후반기 정치개혁특별위원회 위원
- 2016.08 ~ 2016.12: 새누리당 최고위원, 중앙여성위원장
- 2018.12: 자유한국당 원내대표-정책위의장 경선 선거관리위원
- 2019.03 : 자유한국당 미세먼지특별위원회 간사
- 2019.03 : 자유한국당 당대표 특별보좌역
- 2019.03 ~ 2019.05: 자유한국당 文정권 경제실정백서특별위원회 위원
- 2019.06 ~ 2019.09: 자유한국당 2020 경제대전환 위원회 활기찬 시장경제 분과위원
- 2019.07 : 자유한국당 에너지정책 파탄 및 비리 진상규명 특별위원회 위원
- 2019.08 : 자유한국당 강성귀족노조개혁특별위원회 위원
- 2019.09 : 자유한국당 조직강화특별위원회 위원
- 2019.10 : 자유한국당 국가정상화특별위원회 위원
- 2022.12 ~ : 한국가스공사 사장
- 2022.12 ~ : 대구 한국가스공사 페가수스 구단주

## 역대 선거 결과
|  | 23.26% |

|  | 33.50% |

## 같이 보기
- 대한민국 제20대 국회의원 선거 새누리당 후보 목록#비례대표